# Phlogacanthus prostratus
Phlogacanthus prostratus är en akantusväxtart som beskrevs av Imlay. Phlogacanthus prostratus ingår i släktet Phlogacanthus och familjen akantusväxter. Inga underarter finns listade i Catalogue of Life.